# Sedma Vlada Republike Hrvatske
Sedma Vlada Republike Hrvatske je saziv Vlade Republike Hrvatske u periodu od 27. siječnja 2000. do 30. srpnja 2002. Predsjednik Vlade bio je Ivica Račan. 
Premijer Ivica Račan podnio je 5. srpnja 2002. godine ostavku, koja je automatski značila i pad Vlade. Tako je formalno okončan rad koalicijske vlade koja je oformljena 27. siječnja 2000. godine kao projekt dviju predizbornih koalicija - koalicije SDP-a i HSLS-a te tzv. Porečke skupine čiji su članovi bili IDS, HNS, HSS i LS (tzv. Šestorka). IDS se iz Vlade povukao još u ljeto 2001., a ključni događaj za pad Vlade bilo je protivljenje HSLS-a ratifikaciji sporazuma o nuklearci Krško.

## Trećesiječanjska vlast
Trećesiječanjska vlast izraz je za vladu lijevog centra kojoj je na čelu bio premijer Ivica Račan, a koja je na vlast došla temeljem izbora održanih 3. siječnja 2000. u Hrvatskoj po kojima je dobila naziv.
Vladu su sačinjavali predstavnici dvije koalicije koje su zajedno pobijedile Hrvatsku demokratsku zajednicu - blok SDP-a i HSLS-a, te tzv. Četvorka, koju su činile Hrvatska seljačka stranka, Hrvatska narodna stranka, Liberalna stranka i Istarski demokratski sabor. Ta dva bloka su ispočetka mislila nastupiti zajedno, ali su SDP i HSLS bili uvjereni kako će pobijediti sami, pa su na izbore izašli odvojeno.
Odnosi među pobjedničkim strankama su vrlo brzo bili poremećeni zbog predsjedničkih izbora održanih 24. siječnja i 7. veljače na kojima je kandidat četvorke Stjepan Mesić porazio kandidata SDP-HSLS Dražena Budišu.
Usprkos toga, nova vlada je sastavljena, a njene pristaše su je počele nazivati Trećesiječanjskom, nastojeći time naglasiti da je 3. siječnja 2000. došlo do velikog preokreta u hrvatskoj politici. Uskoro je uslijedila politika detuđmanizacije odnosno desuverenizacije.
Odnosi unutar vlasti su od samog početka bili opterećeni suparništvom predsjednika Mesića i premijera Račana, a kasnije i SDP-a i HSLS-a. To se s vremenom počelo odražavati na efikasnost vlade, kao i na njenu popularnost. 
Godine 2000. je iz nje izašao IDS, a 2002. HSLS.
Trećesiječanjska vlast formalno je prestala s parlamentarnim izborima 2003. na kojima je najveći broj glasova dobio HDZ, a njen vođa Ivo Sanader dobio mandat za sastaviti novu vladu.
Ipak, temeljite promjene u političkom sustavu koje je provela trećesiječanjska vlast prihvatile su bez iznimke sve političke stranke. Zbog toga ona predstavlja temelj današnje društvene paradigme.

## Sastav
| Ime i prezime                         | Funkcija                                          | Vrijeme obnašanja dužnosti             |
| ------------------------------------- | ------------------------------------------------- | -------------------------------------- |
| Ivica Račan                           | predsjednik                                       | 27. siječnja 2000. do 30. srpnja 2002. |
| dr. sc. Goran Granić                  | potpredsjednik, zamjenik predsjednika             | do 21.03.2002.                         |
| dr. sc. Goran Granić                  | potpredsjednik                                    | od 21.03.2002.                         |
| Dražen Budiša                         | potpredsjednik, zamjenik predsjednika             | od 21.03.2002.                         |
| Željka Antunović                      | potpredsjednica                                   |                                        |
| Slavko Linić                          | potpredsjednik                                    |                                        |
| prof. dr. sc. Mato Crkvenac           | ministar financija                                |                                        |
| Goranko Fižulić                       | ministar gospodarstva                             | do 21.03.2002.                         |
| Hrvoje Vojković                       | ministar gospodarstva                             | od 21.03.2002.                         |
| Ivica Pančić                          | ministar hrvatskih branitelja iz Domovinskog rata |                                        |
| dr. sc. Antun Vujić                   | ministar kulture                                  |                                        |
| Jozo Radoš                            | ministar obrane                                   |                                        |
| mr. sc. Božidar Pankretić             | ministar poljoprivrede i šumarstva                |                                        |
| Alojz Tušek                           | ministar pomorstva, prometa i veza                | do 21.03.2002.                         |
| Mario Kovač                           | ministar pomorstva, prometa i veza                | od 21.03.2002.                         |
| prof. dr. sc. Stjepan Ivanišević      | ministar pravosuđa, uprave i lokalne samouprave   | do 27.09.2001.                         |
| Ingrid Antičević-Marinović            | ministrica pravosuđa, uprave i lokalne samouprave | od 28.09.2001.                         |
| dr. sc. Vladimir Strugar              | ministar prosvjete i športa                       |                                        |
| Davorko Vidović                       | ministar rada i socijalne skrbi                   |                                        |
| Šime Lučin                            | ministar unutarnjih poslova                       |                                        |
| Tonino Picula                         | ministar vanjskih poslova                         |                                        |
| Ivan Jakovčić                         | ministar za europske integracije                  | od 21.06.2001.                         |
| mr. sc. Neven Mimica                  | ministar za europske integracije                  | od 28.09.2002.                         |
| Radimir Čačić                         | ministar za javne radove, obnovu i graditeljstvo  |                                        |
| Željko Pecek                          | ministar za obrt, malo i srednje poduzetništvo    |                                        |
| Božo Kovačević                        | ministar zaštite okoliša i prostornog uređenja    |                                        |
| prof. dr. sc. Ana Stavljenić Rukavina | ministrica zdravstva                              | do 23.10.2001.                         |
| mr. sc. Andro Vlahušić                | ministar zdravstva                                | od 22.11.2002.                         |
| prof. dr. sc. Hrvoje Kraljević        | ministar znanosti i tehnologije                   |                                        |
| mr. sc. Pave Župan Rusković           | ministrica turizma                                |                                        |
| Jagoda Premužić                       | tajnica Vlade                                     |                                        |

## Poveznice
- Vlada Republike Hrvatske
- Popis hrvatskih predsjednika Vlade
- Predsjednik Vlade Republike Hrvatske

## Vanjske poveznice
- Kronologije Vlade RH  Arhivirana inačica izvorne stranice od 1. srpnja 2007. (Wayback Machine)
- Vlada RH  Arhivirana inačica izvorne stranice od 11. lipnja 2007. (Wayback Machine)